# Ducesa (film)
Ducesa (titlu original: în engleză The Duchess) este un film din 2008 regizat de Saul Dibb. Rolurile principale au fost interpretate de actorii Keira Knightley ca Georgiana Cavendish și Ralph Fiennes ca William Cavendish. A primit Premiul Oscar pentru cele mai bune costume.

## Rezumat
Tânăra Georgiana are un contract de căsătorie cu William Cavendish, Duce de Devonshire, de la ea se așteaptă să-i dea ca moștenitor un băiat. Georgiana este rapid deziluzionată de soțul ei, mai ales când Charlotte, o copilă nelegitimă născută de William a cărui mamă a murit, vine să locuiască cu ei în timp ce Georgiana este însărcinată. William se așteaptă ca Georgiana să tolereze prezența copilului. El îi sugerează, de asemenea, să „practice meseria de mamă” pe fetiță. Când Georgiana dă naștere unei fete, William este nemulțumit. În mintea lui, el și-a îndeplinit obligațiile față de ea în calitate de soț, dar ea, nemaifiind să-i ofere un moștenitor legitim de sex masculin, ea și-a eșuat obligațiile ca soție.
Georgiana devine o persoană de frunte care inspiră în societatea la modă. Ea socializează cu tânăra Lady Bess Foster la Bath și o invită să locuiască cu ei, deoarece Bess nu are unde să meargă după e a fost alungată de soțul ei. William are o aventură cu Bess, ceea ce o face pe Georgiana să se simtă trădată de Bess. Bess îi spune că motivul pentru care se culcă cu William este să-și recâștige cei trei fii (pe care soțul ei i-a luat de la ei), așa că ea continuă să locuiască cu ei.
Georgiana are o aventură cu Charles Grey. William este revoltat când Georgiana sugerează că, din moment ce el o are pe Bess ca amantă, ar trebui să i se permită să aibă o relație romantică cu Charles. William o violează pe Georgiana; din această faptă se naște un copil de sex masculin. Bess încurajează aventura dintre Georgiana și Charles după nașterea fiului Georgienei. Curând, întreaga societate londoneză află de aventura ei. William amenință că va pune capăt carierei politice a lui Charles și îi interzice Georgienei să-și revadă copiii dacă nu pune capăt relației. După ce a refuzat inițial, Georgiana își încheie relația cu Grey, dar îi spune lui William că este însărcinată cu copilul lui Charles. Ea este trimisă la țară, unde își dă naștere fiicei lui Grey, Eliza Courtney, care este dată familiei Gray pentru a o crește ca nepoată a lui Charles.
Georgiana găsește mângâiere în prietenia lui Bess când o aduce pe lume pe Eliza. Georgiana și William se împacă unul cu celălalt și, împreună cu Bess, își continuă viața împreună.
Genericul de final dezvăluie că Georgiana își vizitează în secret fiica Eliza. Eliza își va numi propria fiică Georgiana, după mama ei. Charles devine mai târziu prim-ministru în perioada lui William al IV-lea. Înainte de a muri, Georgiana este de acord ca William și Bess să se căsătorească.

## Distribuție
- Keira Knightley – Georgiana Cavendish, Ducesă de Devonshire
- Ralph Fiennes – William Cavendish, al 5-lea Duce de Devonshire
- Hayley Atwell – Lady Elizabeth 'Bess' Foster
- Charlotte Rampling – Georgiana Spencer, Contesă de Spencer, mama Georgianei
- Dominic Cooper – Charles Grey, al 2-lea Conte de Grey
- Aidan McArdle – The Right Honourable Richard Brinsley Sheridan
- Simon McBurney – The Right Honourable Charles James Fox
- Sebastian Applewhite – Sir Augustus Clifford, primul Baronet
- Calvin Dean – Devonshire House Servant
- Emily Jewell – Nanny
- Richard McCabe – Sir James Hare
- Bruce Mackinnon – actor care îl interpretează pe Sir Peter Teazle în The School for Scandal
- Alistair Petrie – Heaton
- Georgia King – actriță care o interpretează pe Lady Teazle în The School for Scandal
- Camilla Arfwedson – Lady Charlotte
- Paul Daley – George Cavendish, Duke of Devonshire a.k.a. "the Duke's brother"